# The Wonder, Ching Ling Foo
The Wonder, Ching Ling Foo est un film américain en noir et blanc sorti en 1900, produit par Sigmund Lubin, consacré au magicien chinois Ching Ling Foo (ou Chee Ling Qua) et sorti deux mois après Ching Ling Foo Outdone d'Edison.